# Sitiados (serie de televisión)
Sitiados: La otra cara de la conquista, es una serie de televisión creada por Carmen Gloria López producida por Promocine, Televisión Nacional de Chile (este último en la primera temporada), en coproducción con Fox International Channels para Fox Premium y TVN. Está basada en la conquista española en América, con la primera temporada centrándose en los dramas políticos, sociales y bélicos en torno al sitio de Villarrica (1598-1601), sucedido durante la guerra de Arauco entre los españoles y mapuche ("araucanos"), durante el periodo denominado conquista de Chile, Mientras que su segunda temporada estará ambientada en Cartagena de Indias quince años después de los sucesos narrados en la temporada anterior. La serie continua con una tercera temporada que gira en torno a los años 1660 y 1680 entre ataques y saqueos en Veracruz, México.
Se estrenó oficialmente con la primera temporada tuvo una duración de 8 episodios de aproximadamente una hora y fue estrenada el 10 de mayo de 2015 a través de FOX+ para Latinoamérica. La segunda temporada se estrenó el 16 de marzo de 2018. La tercera temporada de 8 episodios ambientada en México estuvieron disponibles para su transmisión en Fox Premium el 26 de julio de 2019. 

## Argumento

### Primera temporada
Sitiados está basada en los acontecimientos acaecidos durante el gran alzamiento indígena de 1598 en el entonces Reino de Chile, liderado por el caudillo militar mapuche Pelantaro, que comienza el sitio y destrucción de los poblados españoles al sur del Río Biobío. Específicamente, narra los sucesos ocurridos en torno al sitio de Villarrica que siguió a la batalla de Curalaba en 1598, durante la guerra de Arauco entre los che o reche (llamados actualmente "mapuches") y los conquistadores españoles. Isabel Bastidas (Marimar Vega) es una mujer española que llega a la Villarrica, un fuerte español que posee importantes lavaderos de oro. La acompañan su hijo Diego de 6 años, y su marido Rodrigo (Julio Milostich), capitán de ejército. Isabel viene a asentarse a esas tierras luego de meses de viaje. Allí conoce a Rocío (Macarena Achaga), una criolla nacida en el poblado, cuyo amor oculto es Nehuén (Gastón Salgado), joven indígena que deja sus labores de servicio para recuperar las tierras de sus ancestros. 

### Segunda temporada
Ambientada quince años después, muestra a Agustín González (Benjamín Vicuña) como motor de la trama, al encontrarse escapando permanentemente junto a Diego, a quien adoptó y que es el heredero bastardo del rey de España. Eso los tiene a ambos perseguidos tanto por la corona española como por los británicos, quienes quieren hacerse con el joven, todo en medio de una historia que mezcla intriga política, identidad latinoamericana y piratas.

### Tercera temporada
La serie gira en torno al municipio mexicano de Veracruz del siglo XVII, específicamente, 1683. En un mundo lleno de piratas, chamanes y conflictos de castas, los habitantes de la ciudad tendrán que buscar la supervivencia. El protagonista, León (Alfonso Herrera), fue testigo del asesinato de su padre cuando era joven, después de haber sido ahorcado injustamente. 25 años después, regresa para vengarse y, según su plan, llega a la casa del gobernador presentándose como Lorenzo.
«Un drama de suspenso en un gran escenario natural. Un grupo humano enfrentado a situaciones límites en "la última frontera de América". Un pueblo oprimido, luchando por recuperar la tierra que les pertenece.Una serie de ficción donde el amor, el heroísmo, la traición, la cobardía y el odio son parte de cada uno de los personajes».

## Reparto

### Protagonistas
- Benjamín Vicuña como Agustín González.
- Andrés Parra como Maestre de Campo Juan de Salas.
- Marimar Vega como Isabel de Bastidas.
- Macarena Achaga como Rocío de Salas.
- Gastón Salgado como Nehuén.
- Francisco Melo como Alonso Carvallo y Vásquez.

### Segunda temporada
- Benjamín Vicuña como Agustín González.
- Andrés Parra como Juan de Salas.
- Marcela Mar como Francis Drake.
- Marlon Moreno como el Duque de Lerma.
- Joaquín Galletero como el Rey Felipe III.
- China Suárez como la Reina Margarita.
- María Gabriela de Faría como Zaita.
- Ricardo Abarca como Diego.

### Tercera Temporada
- Afonso Herrera como León / Lorenzo.
- Evendira Ibarra como Inés.
- Juan Manuel Bernal como Damian.
- Jorge Antonio Guerrero como Tonahuac.
- Julio Bracho como Agromante.
- Claudio Lafarga como Marcial.
- Cassandra Sánchez Navarro como Carmina.

### Secundarios

#### Españoles
- Erto Pantoja como Gobernador Martín Óñez de Loyola.
- Julio Milostich como Capitán Rodrigo Pérez de Uriondo.
- Rodrigo Lisboa como Capitán Enrique Garmendia.
- Felipe Ríos como Manuel Joaquín Quiroga.
- Francisco Ossa como Malaspina.
- Trinidad González como Mercedes de Carvallo y Vásquez.
- Alejandro Trejo como Alejandro.
- Constanza Araya como Beatriz Clara Coya.
- Jaime Omeñaca como Beltrán.
- Tito Bustamante como Obispo Justo Domingo del Valle.
- Elvis Fuentes como Padre Miguel.
- Zoe Riveros como Diego Pérez de Uriondo.
- Alan Bennett como Manuel.
- Paula Zúñiga como Josefa.
- Salvador Burrell como Domínguez.
- Robert Scott como Juárez.
- Kike Taito como Martín.
- Alejandra Díaz como Joaquina.
- Iseda Sepúlveda como Remedios.
- Luis Bravo como Delgado.
- Felipe Méndez como Fabricio.
- Katherine Muñoz como María.
- Jonathan Prado como Sargento Sánchez.
- Francisco Celhay como Doctor Pedro.
- Maximiliano Maturana como Fermín.
- Carlos Talamilla como Jiménez.
- Mario Ossandón como Martínez.
- Ernesto Gutiérrez como Español.
- Luis Arenas
- Eugenio Morales
- Lia Maldonado
- Joaquín Guzmán
- María Paz Grandjean
- Mauricio Pitta
- Alberto Zeiss
- Lucas Balmaceda
- Eduardo Burlé

SEGUNDA TEMPORADA
- Emanuel Esparza
- Sebastián Calero
- Diego Landaeta

#### Mapuches
- Luis Dubó como Cañupán.
- Rosa Ramírez como Machi (narradora de la historia).
- Roxana Naranjo como Añihual "Juana".
- Gabriela Arancibia como Sayen.
- Francisco Medina como Anganamón.
- Orlando Alfaro como Pelantaro.
- Héctor Cancino como Quintún.
- Erik Meléndez como Huentemil.

- Carlos Briones
- Matias Orrego
- Gonzalo Merino
- Elías Arancibia
- Antonio Flores
- Alfredo Tello

#### Muiscas (Segunda temporada)
- Biassini Segura como Cucu.
- Nelson Camayo como Zipa.
- Elkin Díaz como Tisquesusa.
- Juan Camilo Castillo como Caita.
- Álex Betancur como Tenjo.
- Ailin Calderón como Nivia.
- Sergio Borrero como Croatan.
- Vanessa López como esposa de Tisquesusa

#### Mestizos
- Daniel Antivilo como Inalef.
- Simoney Romero como Inés.

## Episodios
| Temporada | Temporada | Emisión original    | Cadena      |
| --------- | --------- | ------------------- | ----------- |
|           | 1         | 10 de mayo de 2015  | FOX / TVN   |
|           | 2         | 16 de marzo de 2018 | Fox Premium |
|           | 3         | 26 de julio de 2019 | Fox Premium |

## Producción
La periodista Carmen Gloria López quien asesoraba la producción de TVN, Algo habrán hecho por la historia de Chile (2010), que Nicolás Acuña dirigía para conmemorar el Bicentenario de Chile, quedó interesada en la historia del Sitio de Villarrica en tiempos de la Guerra de Arauco. 
Tras una conversación con la directora de programación, María Elena Wood, y la productora de cultura, Paz Egaña, de la cadena de televisión, se decidió que la historia daba para su propio espacio televisivo. López se ofreció entonces para hacer el guion. En 2011 se creó un teaser piloto con el nombre de Sitiados, protagonizado por la actriz María Gracia Omegna y fue presentado al Consejo Nacional de Televisión. Sin embargo, el teaser no fue elegido. La serie fue postulada tres veces, y en la tercera oportunidad al pasar a postular como coproducción ganó el Fondo del Consejo de Televisión. “Le encargamos a Carmen Gloria un proyecto de desarrollo para TVN, y a la tercera oportunidad nos llevamos el CNTV porque era un proyecto caro”, explicó Rony Goldschmied, productor ejecutivo de TVN. La serie se adjudicó $411.374.477 para su rodaje. El 18 de diciembre de 2013, se firmó el convenio de coproducción y distribución entre Promocine, TVN y Fox International Channels (FIC) para emitirse en toda Latinoamérica.

### Guion
El guion de López tuvo varios cambios desde el presentado al CNTV, ya que con una mirada más internacional, FOX pidió más escenas con acción de las que había originalmente y modificó sustancialmente la trama, sumó nuevos personajes, cambió las características de otros y convirtió un proyecto de tres temporadas de 8 episodios, en una sola temporada llena de acción, misticismo, épica y suspenso atrapante  

### Reparto
Una vez organizado el financiamiento, se buscó un elenco internacional: fueron sumándose nombres como Benjamín Vicuña, que lidera una lista de intérpretes chilenos, Marimar Vega, de México, Macarena Achaga, de Argentina y Andrés Parra, de Colombia.

### Rodaje

Volcán Villarrica fue utilizado para el rodaje de las escenas en Villarrica.

El rodaje principal de la primera temporada dio comienzo el 8 de abril de 2014. Las localizaciones principales fueron en Villarrica, en la región de la Araucanía, el antiguo Aeródromo Los Cerrillos en Santiago, y Curacaví. La segunda temporada fue grabada en locaciones en Colombia, tales como el castillo San Felipe de Barajas de Cartagena de Indias y Zipaquirá.

## Licencias artísticas
Al ser una historia de ficción basada parcialmente en hechos reales, existen imprecisiones históricas que podrían deberse a licencias artísticas:
- El gobernador Martín Óñez de Loyola, murió en la batalla de Curalaba tras salir desde la ciudad de La Imperial y no desde Villarrica como en la serie. Emprendió, acompañado de 50 soldados y 300 indios auxiliares, el viaje entre las ciudades de La Imperial y Angol cuando fue emboscado.
- El usar en la serie indígenas mapuches rapados y pintados causó cierta polémica. Sin embargo existen obras históricas que mencionan que los mapuches se afeitaban el cabello y se pintaban al ir a la guerra.[15]
- El maestre de campo Juan de Salas en la serie usa un catalejo o telescopio, lo cual es altamente improbable ya que en Europa se acababa de inventar 8 años antes y probablemente aún no llegaba ni siquiera España, difícilmente en un puesto abandonado de frontera.
- La llegada de refuerzos a los españoles, ya que los pobladores de Villarrica tuvieron que enfrentar años de sitio sin recibir ayuda alguna por parte de la Corona.

## Premios y nominaciones
| Año  | Premio           | Categoría                       | Nominados                              | Resultados |
| ---- | ---------------- | ------------------------------- | -------------------------------------- | ---------- |
| 2016 | Premios Caleuche | Mejor actor de reparto          | Gastón Salgado                         | Nominado   |
| 2016 | Premios Pulsar   | Mejor Música para Audiovisuales | Cristóbal Carvajal y Ricardo Santander | Nominado   |